# Nombre de Juifs par pays
Cette liste indique le nombre de Juifs par pays. Les chiffres exacts sont difficiles voire impossible à calculer, notamment à cause de la question « Qui est juif ? », qui reste controversée : les pourcentages donnés ne rendent pas compte de la pratique régulière (la « ritualité ») ni de la foi individuelle (la « religiosité ») des personnes se déclarant juives, mais de leur attachement au judaïsme en tant que composante culturelle et historique de leur identité.

## Population totale
Chaque année, la North America Jewish Data Bank publie, actuellement sous la direction de Sergio DellaPergola, un rapport fournissant les dernières données quant au nombre de Juifs par pays. Selon ces estimations pour 2020, la population mondiale de Juifs est de 14,8 millions, la fourchette variant de 14,8 à 23,8 millions, selon la façon dont on définit la notion de Juif. Le dernier rapport publié est celui de 2020.
Selon l'Agence juive, la population juive mondiale en 2022 serait de 15,3 millions et plus de 7 millions des Juifs vivraient en Israël.

## Population juive par pays
Note : ne sont pas listés les pays avec moins de 500 Juifs.
| Pays                      | Population juive | % du pays | Population juive élargie | % mondial |
| ------------------------- | ---------------- | --------- | ------------------------ | --------- |
| États-Unis                | 5 700 000        | 1,73      | 10 000 000               | 36        |
| Canada                    | 393 000          | 1,05      | 550 000                  |           |
| Argentine                 | 179 500          | 0,40      | 310 000                  |           |
| Brésil                    | 92 000           | 0,044     | 150 000                  |           |
| Mexique                   | 40 000           | 0,032     | 50 000                   |           |
| Chili                     | 16 000           | 0,084     | 24 000                   |           |
| Uruguay                   | 16 500           | 0,47      | 24 000                   |           |
| Venezuela                 | 6 000            | 0,21      | 12 000                   |           |
| Panama                    | 10 000           | 0,24      | 12 000                   |           |
| Colombie                  | 2 100            | 0,004     | 3 500                    |           |
| Costa Rica                | 2 500            | 0,05      | 3 100                    |           |
| Pérou                     | 1 900            | 0,006     | 3 000                    |           |
| Porto Rico                | 1 500            | 0,05      | 2 500                    |           |
| Paraguay                  | 1 100            | 0,015     | 1 600                    |           |
| Guatemala                 | 900              | 0,005     | 1 500                    |           |
| Équateur                  | 600              | 0,003     | 1 000                    |           |
| Bolivie                   | 500              | 0,004     | 700                      |           |
| Cuba                      | 500              | 0,004     | 1 500                    |           |
| Îles Vierges britanniques | 400              | 0,38      | 700                      |           |
| Total Amérique            | 6 466 900        | 0,64      | 11 155 600               |           |
| France                    | 448 000          | 0,69      | 650 000                  | 3,4       |
| Allemagne                 | 118 000          | 0,14      | 225 000                  |           |
| Hongrie                   | 47 200           | 0,48      | 100 000                  |           |
| Belgique                  | 29 000           | 0,25      | 40 000                   |           |
| Pays-Bas                  | 29 800           | 0,17      | 53 000                   |           |
| Italie                    | 27 300           | 0,045     | 41 000                   |           |
| Suède                     | 15 000           | 0,15      | 25 000                   |           |
| Espagne                   | 13 000           | 0,028     | 19 000                   |           |
| Roumanie                  | 8 900            | 0,046     | 17 000                   |           |
| Autriche                  | 10 100           | 0,12      | 17 000                   |           |
| Danemark                  | 6 400            | 0,11      | 8 500                    |           |
| Lettonie                  | 4 100            | 0,235     | 12 000                   |           |
| Grèce                     | 4 400            | 0,038     | 6 000                    |           |
| République tchèque        | 3 900            | 0,037     | 6 500                    |           |
| Lituanie                  | 2 400            | 0,086     | 7 500                    |           |
| Pologne                   | 4 500            | 0,012     | 10 000                   |           |
| Slovaquie                 | 2 600            | 0,05      | 4 600                    |           |
| Bulgarie                  | 2 000            | 0,029     | 6 000                    |           |
| Croatie                   | 1 700            | 0,042     | 3 100                    |           |
| Estonie                   | 3 500            | 0,14      | 1 900                    |           |
| Finlande                  | 1 300            | 0,024     | 1 900                    |           |
| Irlande                   | 2 700            | 0,055     | 5 000                    |           |
| Luxembourg                | 700              | 0,11      | 1 100                    |           |
| Portugal                  | 3 100            | 0,03      | 4 000                    |           |
| Union européenne          | 788 800          | 0,18      | 1 267 800                | 7 < 9     |
| Royaume-Uni               | 292 000          | 0,44      | 370 000                  | 2         |
| Russie                    | 155 000          | 0,106     | 460 000                  |           |
| Ukraine                   | 45 000           | 0,102     | 140 000                  |           |
| Suisse                    | 18 500           | 0,216     | 25 000                   |           |
| Turquie                   | 14 600           | 0,018     | 21 000                   |           |
| Biélorussie               | 8 500            | 0,09      | 25 000                   |           |
| Moldavie                  | 1 900            | 0,054     | 7 500                    |           |
| Serbie                    | 1 400            | 0,02      | 2 800                    |           |
| Norvège                   | 1 300            | 0,024     | 2 000                    |           |
| Gibraltar                 | 800              | 2,29      | 1 000                    |           |
| Bosnie-Herzégovine        | 500              | 0,014     | 1 000                    |           |
| Total Europe              | 1 329 400        | 0,16      | 2 325 300                | 8,5       |
| Israël                    | 6 773 400        | 74,23     | 7 220 700                | 44.236    |
| Iran                      | 9 500            | 0,011     | 12 000                   |           |
| Azerbaïdjan               | 7 200            | 0,072     | 15 500                   |           |
| Inde                      | 4 800            | 0,0       | 7 500                    |           |
| Ouzbékistan               | 2 800            | 0,009     | 8 000                    |           |
| Géorgie                   | 1 500            | 0,038     | 5 000                    |           |
| Kazakhstan                | 2 500            | 0,014     | 6 500                    |           |
| Chine                     | 3 000            | 0,0       | 3 400                    |           |
| Japon                     | 1 000            | 0,001     | 1 400                    |           |
| Singapour                 | 900              | 0,016     | 1 200                    |           |
| Total Asie                | 6 808 500        | 0,15      | 7 286 200                |           |
| Afrique du Sud            | 52 300           | 0,09      | 75 000                   |           |
| Maroc                     | 2 100            | 0,006     | 2 800                    |           |
| Éthiopie                  | 100              | 0,00      | 1 000                    |           |
| Tunisie                   | 1 000            | 0,009     | 1 400                    |           |
| Total Afrique             | 56 800           | 0,004     | 83 900                   |           |
| Australie                 | 118 000          | 0,47      | 145 000                  |           |
| Nouvelle-Zélande          | 7 500            | 0,15      | 9 500                    |           |
| Total Océanie             | 125 600          | 0,30      | 154 800                  |           |
| TOTAL MONDE               | 14 787 200       | 0,20      | 21 005 700               | 100       |